# Fernspäher
Fernspäher sind spezialisierte Aufklärungskräfte der Landstreitkräfte, die zur Gewinnung von Aufklärungsergebnissen von besonderer Bedeutung in der Tiefe des Feindraums und direkten Unterstützung anderer Spezialkräfte durch Aufklärung dienen. Der Fernspähtrupp klärt dabei auf sich gestellt tief hinter den feindlichen Linien Feindkräfte auf.
Die englische Bezeichnung für die Fernspähaufklärung ist Long Range Surveillance (LRS) oder Long Range Reconnaissance (LRR), für den Fernspähtrupp Long Range Reconnaissance Patrol (LRRP).

## Auftrag und Einsatzgrundsätze
Das Einsatzgebiet eines Fernspähtrupps kann über mehr als 300 Kilometern vor der eigenen Truppe im feindlichen Hinterland liegen. Die Verbringung mit Transportmitteln in das Einsatzgebiet kann auf unterschiedliche Art und Weise erfolgen:
- Fallschirmsprung automatisch und im Freifall-Gleiteinsatz HAHO
- Überrollenlassen von feindlichen Kräften in der Verzögerung und beim Ausweichen
- Luftlandung mit Hubschrauber bis zu 150 Kilometer
- Verbringung durch gepanzerte Kräfte bis zu 30 Kilometer ab Forward Line of Enemy Troops (Frontlinie)
- Infiltration zu Fuß
- Amphibische Verbringung mittels Faltkanu, Anlandung mit Festrumpfschlauchboot, bedingt auch mit Schiffskräften der Marine

Im Einsatzraum befindet sich der Fernspähtrupp ohne Unterbrechung im Einsatz. Der Hauptauftrag ist das Gewinnen von Schlüsselerkenntnissen in Krisen- und Konfliktgebieten für die operative Führungsebene.
Am Einsatzort wird eine Beobachtungsstelle eingerichtet, von der aus Aufklärungsergebnisse über einen längeren Zeitraum gewonnen werden. Die Soldaten beobachten und melden mit optronischer Beobachtungs- und Fernmeldetechnik und geben der Führung so frühzeitig laufend Lageerkenntnisse über das Verhalten des Gegners, insbesondere von Hochwertzielen.
Zum Fernspähauftrage kann heute auch ein Forward Air Controlling (FAC) gehören – das Lenken von Lufteinsätzen per Funk und Laser-Zielbeleuchter vom Boden aus, um Feinde unmittelbar zu bekämpfen.
Die Fernspäher sind bei ihrer Auftragserfüllung unabhängig und vermeiden den Kampf. Hauptaugenmerk eines Fernspähtrupps ist es, unentdeckt zu bleiben. Der wichtigste Einsatzgrundsatz ist unerkannte Infiltration und Exfiltration des Einsatzgebietes. Bewegungen führt der Trupp grundsätzlich nachts durch und kann dafür unter gefechtsmäßigen Bedingungen, abseits von Straßen und Wegen, für einen Kilometer eine Stunde benötigen. Die Exfiltration  nimmt meist genauso viel Zeit in Anspruch wie die Infiltration mit der Verbringung und wird mit derselben Sorgfalt und Vorsicht durchgeführt.

## Fernspähtruppenteile

### Fernspäher der Bundeswehr

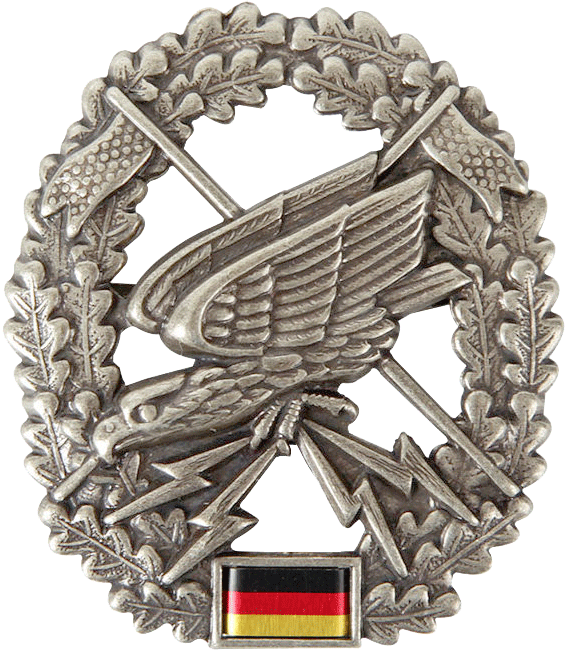
Barettabzeichen der aufgelösten Fernspähtruppe

Die Fernspähtruppe war eine eigenständige Truppengattung im deutschen Heer; heute wird sie als Fähigkeit innerhalb der Heeresaufklärungstruppe geführt. Die Fernspäher zählen zu den Einsatz- und Führungsunterstützungstruppen der Bundeswehr. Hauptauftrag ist das Gewinnen von Schlüsselinformationen tief hinter den feindlichen Linien durch kleine, auf sich gestellte, abgesessen operierende Fernspähtrupps.
Zwischen 2015 und 2023 gab es keine eigenständigen Kompanien. Die Fernspählehrkompanie 200 wurde zum Jahresende 2015 außer Dienst gestellt. Das Personal wurde größtenteils in die Luftlandeaufklärungskompanien der Division Schnelle Kräfte versetzt. Die Dienstposten-Anzahl wurde erhalten und auf die Luftlandeaufklärungskompanien 260/310 in Lebach und Seedorf verteilt. Dort existierten je zwei Fernspähzüge.
Am 14. Juni 2023 wurde die selbständige Fernspähkompanie 1 (FeSpähKp 1) mit 210 Dienstposten in der Knüll-Kaserne im hessischen Schwarzenborn neu aufgestellt. Die bisherigen Fernspähzüge der Luftlandeaufklärungskompanie 260 aus Lebach und der Luftlandeaufklärungskompanie 310 aus Seedorf werden in dieser Kompanie zusammengeführt und direkt der Division Schnelle Kräfte (DSK) unterstellt. Die volle Einsatzbereitschaft der Kompanie soll bis 2025 erfolgen. Die Fernspähkräfte unterstützen somit auch weiterhin als Kräfte mit erweiterter Grundbefähigung des Heeres das Kommando Spezialkräfte (KSK) als Bedarfsträger.
Die Ausbildung zum Fernspähfeldwebel und -offizier sowie der Bereich „Weiterentwicklung von spezialisierten Aufklärungskräften der Bundeswehr“ untersteht dem Ausbildungszentrum Heeresaufklärungstruppe in Munster.

### Fernspäheinheiten anderer Staaten
Innerhalb der NATO ist das Ausbildungszentrum Spezielle Operationen eine zentrale Ausbildungseinrichtung, an der Belgien, Dänemark, Griechenland, Italien, Niederlande, Norwegen, Türkei und die USA mit Ausbildern beteiligt sind. Teilweise sind Fernaufklärungskräfte nicht in eigenständigen Einheiten aufgestellt. Dieser Auftrag zur Tiefenaufklärung wird teilweise durch andere Spezialeinsatzkräfte wie innerhalb des USSOCOM der US-Streitkräfte durch Verbände des United States Army Special Forces Command (Airborne) durchgeführt, und nicht von ausschließlich darauf spezialisierten Truppen.
Selbständige Verbände
- 13e régiment de dragons parachutistes – Frankreich
- 2e régiment de hussards
- Special Reconnaissance Regiment – Vereinigtes Königreich
- 185º Reggimento paracadutisti ricognizione acquisizione obiettivi “Folgore” – Italien
- Armee-Aufklärungsdetachement 10 – Schweiz
  - Fallschirmaufklärer Kompanie 17
- 601. skupina speciálních sil – Tschechien
- Hjemmeværnets Særlig Støtte og Rekognosceringskompagni – Dänemark
  - Sirius-Schlittenpatrouille – Einsatzraum nur Grönland Nordost-Grönland-Nationalpark
- Selous Scouts – ehemaliges Rhodesien
- United States Marine Corps Force Reconnaissance
- Canadian Rangers – Einsatzraum nur Kanada
- 45. Garde-Spezialaufklärungsbrigade
- JANMAM – Israelische Verteidigungsstreitkräfte
- US 6th Army Special Reconnaissance Unit, bekannt als „Alamo Scouts“ Sixth United States Army 1943–1946.